# 群馬県道317号太田停車場線

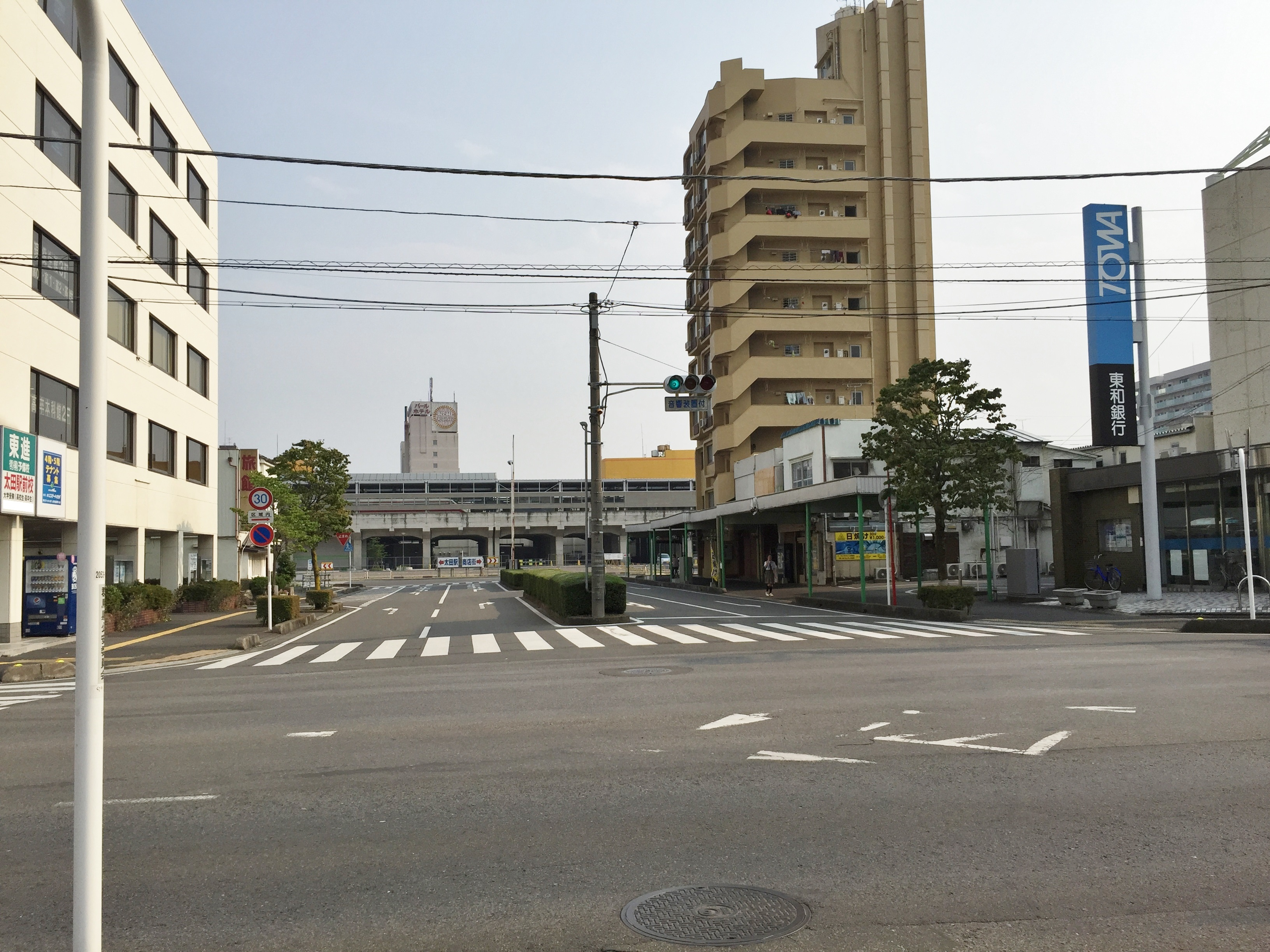
太田駅入口交差点
（終点、2015年6月）

群馬県道317号太田停車場線（ぐんまけんどう317ごう おおたていしゃじょうせん）は、群馬県太田市の東武鉄道 太田駅から県道前橋館林線に至る一般県道である。

## 路線データ
- 起点 : 群馬県太田市東本町（太田駅北口）[注釈 1]
- 終点 : 群馬県太田市東本町（国道407号、群馬県道2号前橋館林線交点〈太田駅入口交差点〉）[注釈 2]

## 歴史
- 1959年（昭和34年）9月18日：群馬県より現・道路法に基づき、県道太田停車場線（太田停車場 - 県道前橋古河線交点〈太田市大字太田〉、整理番号108）が路線認定される[2]。
  - 同日、前身路線にあたる旧・県道太田停車場線（太田市 - 太田停車場、整理番号169）が路線廃止される[3]。

## 地理

### 通過する自治体
- 群馬県
  - 太田市

### 沿線
- 太田駅（東武伊勢崎線・桐生線・小泉線）（太田市東本町）